# Under color addition
UCA és l'acrònim en anglès de under color addition, addició de color subjacent. En impressió per quadricromia, mètode especial de separacions de color. Augmenta la quantitat de tinta a les parts de la imatge que contenen una gran quantitat de color negre, substituint-lo en part per una barreja de cian, magenta i groc a parts iguals. D'aquesta manera es millora la qualitat de la imatge en tenir la barreja de les quatre tintes una millor tonalitat negra que no pas la obtinguda amb la tinta del mateix color exclusivament. Sol complementar la tècnica GCR.